# 杨兴 (明朝)
杨兴（？—1363年），祖居今安徽省含山县关镇乡杨府城，元末民变将领。
杨兴少年勇敢，有大志。初随赵普胜起兵反元，以智勇闻名，龙凤元年（元顺帝至正十五年，1355年）随廖永安、俞通海水军自巢县归附朱元璋。朱元璋授他为管军千户。六月，杨兴从朱元璋渡江克采石，取太平。当时元兵来侵袭，朱元璋驻师守御。杨兴进取溧水、溧阳，战功卓著，升为管军万户。龙凤二年（1356年）二月，杨兴破敌水寨，三月，攻克集庆路，在攻取镇江战斗中，再立战功，升为管军总管，进军常州。龙凤三年（1357年）克常州、池州。龙凤四年（1358年）克通州（今江苏南通）。龙凤七年（1361年）秋，捣毁陈友谅国都江州（今九江市），陈友谅逃奔武昌。龙凤九年（1363年）七月，随朱元璋征讨陈友谅，鄱阳湖之战，杨兴阵亡。